# Acalypha euphrasiostachys
Acalypha euphrasiostachys là một loài thực vật có hoa trong họ Đại kích. Loài này được Bartlett mô tả khoa học đầu tiên năm 1907.